# 潘氏口孵非鯽
潘氏口孵非鯽，為輻鰭魚綱鱸形目隆頭魚亞目慈鯛科的其中一種，被IUCN列為極危保育類動物，分布於非洲Pagani河流域，體長可達30公分，棲息在中底層水域，生活習性不明，可做為食用魚。